# Discobola gowdeyi
Discobola gowdeyi är en tvåvingeart som först beskrevs av Alexander 1933.  Discobola gowdeyi ingår i släktet Discobola och familjen småharkrankar. Inga underarter finns listade i Catalogue of Life.